# Test Drive 4X4
Test Drive 4X4 (titre américain : Test Drive Off-Road 2) est un jeu vidéo de course développé par Pitbull Syndicate et édité par Accolade en 1998. C'est le deuxième jeu de la série Test Drive Off-Road.

## Développement
Le jeu a été annoncé fin 1997. Test Drive 4x4 utilise le moteur Test Drive 4 et comprend des véhicules tout-terrain sous licence.  Accolade a dépensé 3 millions de dollars dans une campagne publicitaire télévisée pour Test Drive 5 et Test Drive Off-Road 2.